# Habronyx oregonus
Habronyx oregonus là một loài tò vò trong họ Ichneumonidae.